# The Spell of the Poppy
Pour plus de détails, voir Fiche technique et Distribution.
The Spell of the Poppy est un court métrage dramatique américain réalisé par  Tod Browning, sorti le 9 mai 1915. Il n'est pas certain que des copies du film existent encore,.

## Synopsis
Manfredi est un opiomane qui gagne sa vie en jouant du piano dans un café chinois. Un riche touriste l'envoie étudier la musique à l'étranger ; avant de partir, Manfredi promet à Zuletta, sa compagne, qu'il se marieront à son retour. Quelques années plus tard, Manfredi est de retour et est toujours dépendant de l'opium qui lui confère son talent de musicien. Il ne tient pas la promesse faite à Zuletta et se rapproche de Margery, une femme mondaine, qui étudie avec lui et développe bientôt une addiction pour l'opium. Cependant, Zuletta cherche à se venger quand elle découvre que Manfredi est au cœur d'un trafic d'opium.

## Fiche technique
- Titre : The Spell of the Poppy
- Réalisation : Tod Browning
- Société de production : Majestic Motion Picture Company[3]
- Pays d'origine :  États-Unis
- Langue : Muet
- Format : Noir et blanc — 35 mm — 1,37:1
- Durée : 20 minutes
- Genre : Film dramatique, Film policier
- Dates de sortie : 
  -  États-Unis : 9 mai 1915

## Distribution
- Eugene Pallette : Manfredi
- Lucille Young : Zuletta
- Joseph Henabery : John Hale

## Article annexe
- Psychotrope au cinéma et à la télévision